# Alfa Romeo 33 Carabo
De Alfa Romeo 33 Carabo is een conceptauto van het Italiaanse automerk Alfa Romeo. De wagen werd in 1968 ontworpen door Marcello Gandini. Het woord Carabo is Italiaans voor kever. Het prototype van de wagen werd gebouwd op het chassis van de Alfa Romeo Tipo 33, een V8-model. Tevens bevatte de wagen deuren met een opwaartse opening, die later inspiratie brachten voor de productie van de Lamborghini Countach.